# Cementerio de Raadi
El Cementerio de Raadi (en estonio: Raadi kalmistu) Es el cementerio más antiguo y más grande de Tartu, una localidad del país europeo de Estonia, que data de 1773. Muchas figuras históricas importantes están enterradas allí. También es el mayor cementerio alemán del Báltico en Estonia después de la destrucción del cementerio de Kopli en Tallin. Hasta 1841, era el único cementerio de la ciudad.
El cementerio actualmente incluye varias secciones más pequeñas de sepulturas, la más antigua de los cuales se remonta a 1773.